# U 104 (U-Boot, 1940)
U 104 war ein deutsches U-Boot vom Typ IX B, das im Zweiten Weltkrieg von der deutschen Kriegsmarine eingesetzt wurde.

## Geschichte
Der Auftrag für das Boot wurde am 24. Mai 1938 an die AG Weser in Bremen vergeben. Die Kiellegung erfolgte am 10. November 1939, der Stapellauf am 25. Mai 1940, die Indienststellung unter Kapitänleutnant Harald Jürst fand schließlich am 19. August 1940 statt.
Das Boot gehörte nach seiner Indienststellung am 19. August 1940 bis zum 31. Oktober 1940 als Ausbildungsboot zur 2. U-Flottille in Wilhelmshaven. Nach der Ausbildung, war es vom 1. November 1940 bis zu seiner Versenkung am 29. November 1940 Frontboot in der 2. U-Flottille in Wilhelmshaven.

## Einsatzstatistik
Kommandant Jürst lief mit U 104 zu einer Unternehmung aus, auf der er ein Schiff mit einer Gesamttonnage von 8.240 BRT versenkte und ein Schiff mit einer Gesamttonnage von 10.516 BRT beschädigte.

### Erste Unternehmung
Das Boot lief am 12. November 1940 um 10.00 Uhr von Kiel aus und wurde am 29. November 1940 versenkt. Auf dieser 17 Tage dauernden Unternehmung in den Nordatlantik, dem Nordkanal, der Rockall Bank und Tory Island, wurde ein Schiff mit 8.240 BRT versenkt und ein Schiff mit 10.516 BRT beschädigt.
- 27. November 1940: Beschädigung des britischen Tankers Charles F. Meyer mit 10.516 BRT. Der Tanker wurde durch einen Torpedo beschädigt. Er hatte Benzin geladen und befand sich auf dem Weg von Aruba über die Bermudas nach Avonmouth. Er gehörte zum Konvoi HX-87. Er lief am 29. November 1940 in den Clyde ein.

- 27. November 1940: Versenkung des britischen Dampfers Diplomat (Lage) mit 8.240 BRT. Der Dampfer wurde durch einen Torpedo versenkt. Er hatte 4.481 t Baumwolle, 2.760 t Eisen und Stahl sowie 1.603 t Stückgut geladen und befand sich auf dem Weg von New Orleans über die Bermudas nach Liverpool. Das Schiff war ein Nachzügler des Konvois HX-88 mit 53 Schiffen. Es gab 14 Tote und 40 Überlebende.

## Verbleib
Das Boot ist seit dem 28. November 1940 im Nordatlantik westlich von Malin Head (Irland) verschollen. Die letzte Meldung des Bootes ging am 27. November 1940 ein. Am 29. November 1940 wurde das Boot um 11.47 Uhr vom britischen
Tanker Charles F. Meyer gesichtet, das im Konvoi HX-87 fuhr. Es war der Konvoi, auf den U 104 zu der Zeit operierte. Die letzte bekannte Position war 55° 30′ N, 8° 0′ W im Marine-Planquadrat AM 5610. Das Boot ist wahrscheinlich auf eine Mine des britischen Minenfeldes SN 44 gelaufen und gesunken. Das Minenfeld wurde am 8. November 1940 gelegt und war eines von fünf Anti-U-Boot-Feldern, die zwischen dem 11. September 1940 und dem 13. November 1940 gelegt wurden.